# John A. Bonner Medal of Commendation

Le John A. Bonner Medal of Commendation est un prix décerné de façon irrégulière afin de distinguer une personnalité du monde du cinéma pour « services rendus pour faire respecter les standards de l'Académie », par l'Academy of Motion Picture Arts and Sciences (AMPAS), laquelle décerne les Oscars.
Le prix est nommé en hommage à John A. Bonner.